# 時間漩渦
《時間漩渦》是一部科幻小说。作者是羅伯特·查爾斯·威爾森，於2011年出版，是時間三部曲的最終回。

## 劇情概要
時間迴旋後四十年，政府為了收容流浪者，設立了國家照顧的機關。珊卓是國家照顧的心理學家，一天，一名叫柏斯的警官將流浪男子奧林帶給珊卓，並希望珊卓能閱讀奧林的筆記。奧林的筆記抽述了被時間拱門困了一萬年的特克和艾薩克的事情，他們被當時的人利用去尋找假想智慧生物，殊不知所謂的假想智慧生物根本不是生物，而是一種負責發掘資源的先進機器，最終假想智慧生物分解了當時的人，艾薩克在臨終前融合予假想智慧生物中，利用假想智慧生物操縱時間的能力，影響了一萬年前的奧林，以阻止當時的特克縱火，然後逃到赤道洲，繼而發生時間軸中的事情。